# نحل العسل الغربي
نحل العسل أو نحل العسل الغربي أو أبيس ميلليفرا (الاسم العلمي: Apis mellifera) هو نوع من أنواع نحل العسل. والجنس Apis هو الاسم اللاتيني المقابل لكلمة «نحلة» وكلمة mellifera مشتقة من الكلمة اللاتينية melli- وتعني «عسل» وكلمة ferre تعني «يحمل»، ومن ثم فإن الاسم العلمي يعني «النحل حامل العسل». وقد صاغ هذا الاسم كارولوس لينيوس (Carolus Linnaeus) عام 1758، ولكنه عندما أدرك أن النحل لا يحمل العسل وإنما الرحيق، حاول أن يصحح الاسم فيما بعد في منشور لاحق ليصبح Apis mellifica (ويعني «النحل صانع العسل») إلا أنه وفقًا لقواعد الترادف في التسمية الحيوانية، تكون الأسبقية للاسم الأقدم. واعتبارًا من 28 أكتوبر 2006، قام اتحاد باحثي تسلسل الجينوم في نحل العسل (Honey Bee Genome Sequencing Consortium) بترتيب جينوم نحل العسل الغربي Apis mellifera تسلسليًا وتحليله.
وفي عام 2007، تركز اهتمام الإعلام على ظاهرة اضطراب انهيار المستعمرة وهي ظاهرة تدهور مستعمرات نحل العسل الأوروبي في عدد قليل من مناطق أمريكا الشمالية.
ويعتبر هذا النوع من نحل العسل الركيزة الأساسية في إنتاج العسل تجارياً حيث أظهر تفوقاً كبيراً علي النحل الشرقي من حيث الإستقرار في خلايا التي لا يرحل عنها حتي لو مات جوعاً بعكس النحل الشرقي.

## سلالات نحل العسل الغربي
تنقسم سلالات هذا النوع حسب الشكل الظاهري إلي 24 سلالة وذلك حسب الطبيعة الجغرافية وتم تأقلم هذة السلالات مع البيئة حيث تنقسم هذة السلالات إلي ثلات مجموعات كالأتي:
أولاً: سلالات البحر المتوسط .
ثانياً: سلالات إفريقيا الاستوائية .
ثالثاً: سلالات الشرق الأدني .

### سلالات البحر المتوسط
1. النحل الصحراوي (الواحات) A.m. sahariensis
2. نحل شمال أفريقيا A. m. intermissa
3. النحل الأسباني A. m. iberica
4. النحل الأوروبي الأسود A. m. mellifera
5. نحل صقيليا A. m. silula
6. النحل الإيطالي A. m. legustica
7. النحل اليوناني A. m. cecropia
8. النحل المقدوني A. m. macedonica
9. النحل الكرينولي A. m. carnica
10. نحل جبال الريف المغربي A. m. major

### سلالات إفريقيا الاستوائية
1. النحل اليمني A. m. yemenitica
2. النحل المصري A. m. lamarckii
3. نحل ليتوريا (كينيا - موزمبيق) A. m. litorea
4. نحل السافانا A. m. scutellata
5. نحل غرب أفريقيا A. m. adensonii
6. نحل الغابات الإستوائية في جبال شرق أفريقيا A. m. monticola
7. نحل جنوب إفريقيا A. m. capensis
8. نحل مدغشر A. m. unicolor

### سلالات الشرق الأدني
1. نحل كريت (أرم) A. m. adami
2. النحل القبرصي A. m. cypria
3. النحل السوري A. m. syriaca
4. النحل الأناضولي A. m. anatoliaca
5. النحل الإيراني A. m. meda
6. النحل القوقازي A. m. caucasica
7. النحل الأرميني A. m. armeniaca

## سلالات نحل العسل الغربي حسب اللون
هذا تصنيف أخر لسلالات النحل الغربي ويتعمد علي اللون حيث توجد علاقة وثيقة بين ألوان هذة المجموعات وبين مناخ المناطق التي تسود فيها فالنحل الغامق يعيش في المناطق الباردة والغائمة بينما النحل ذو الألوان الفاتحة يعيش في المناطق المعتدلة ذات الشمس الساطعة، وعلي هذا الأساس أعتمد علماء التصنيف علي تقسيم سلالات النحل الغربي إلي ثلاث مجموعات هي:

### مجموعة النحل الأصفر
تنتشر هذة المجموعة الهامة في منطقة البحر الأبيض المتوسط وتشمل السلالات الأتية:
- النحل الإيطالي:

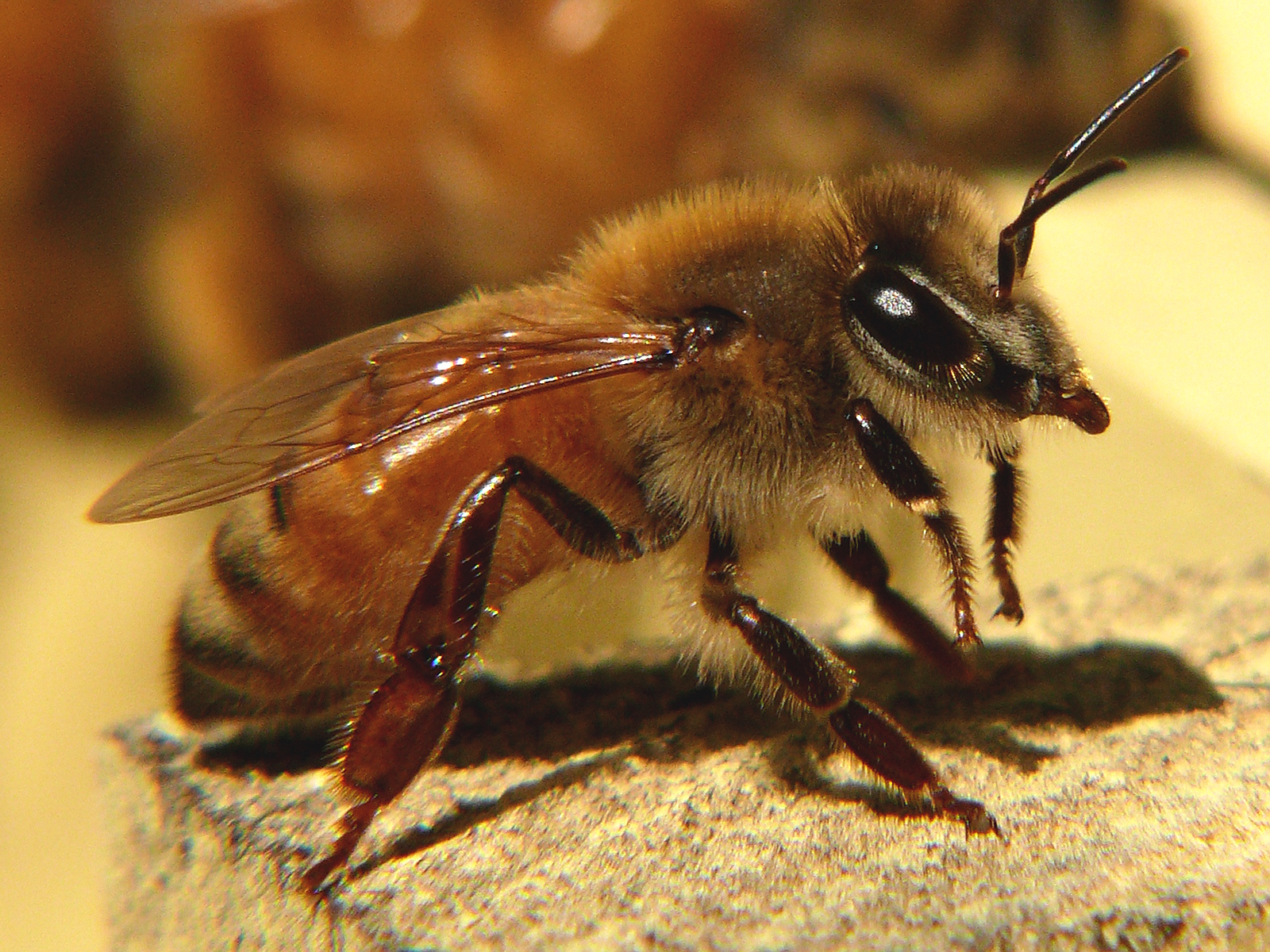
النحل الإيطالي

موطنه الأصلي إيطاليا وهو أكثر السلالات انتشاراً في العالم، الحلقات الثلاثة البطنية الأخيرة سوداء والشعر الذي يغطي البطن قصير وطول اللسان يتراوح مابين 6.3 - 6.6 مليمتر، نحل هذة السلالة هادئ الطباع لا يميل إلي السرقة ولا يجمع مادة البروبوليس إلا بكميات ضئيلة وملكاته نشيطة بياضة، ومن عيوبه عدم إحكام قفله لعيون العسل وميله للسرقة.
- النحل السوري:

موطنه سوريا ولبنان وفلسطين ويوجد منه صنفان أحدهما صغير الحجم وميال بشدة للتطريد، شرس الطباع ويدعي بالنحل السيافي، الملاحظ إن هذا الصنف يبني أقراصه الشمعية بشكل موازي لباب مسكنه، وهذة أهم الميزات التي تميزه عن الصنف الثاني الذي يدعي بالنحل الفنامي والذي يتصف بأنه أكبر من حجم الأول ولونه مائل للسواد ويغطي بطن الشغالة شعر رمادي ويعتبر أفضل من الصنف الأول وأقل منه شراسة.
- النحل المصري:

نحل هذة السلالة صغير الحجم حلقاته البطنية الأربعة الأولي صفراء داكنه عليها أشرطة من الزغب الأبيض في نهاية كل حلقة ومؤخرة البطن بنية ويغلب اللون البني اللامع علي باقي الحلقات ويغطي جسمها شعر رمادي مبيض، ومن عيوبه طباعة الشرسة وميله للتطريد وضعف إنتاج ملكاته للبيض وقلة حمولة الشغالة من الرحيق حيث إن خرطومها قصير وأجنحتها صغيرة.
- النحل القبرصي:

نحل هذة السلالة يعيش في جزيرة قبرص ويميزه اللون البرتقالي للحلقات البطنية الأربعة الأولي وقاعدة الصدر بها درع أصفر هلالي وهذا الدرع هو أكثر ما يميز هذة السلالة عن غيرها.
والنحل القبرصي أكبر حجماً من النحل المصري والملكة فيه نشيطة وهو جماع للعسل ويتحمل الظروف القاسية ولا يميل إلي التطريد ولكنه يتصف بشدة شراسته وهذا ما قلل انتشار تربيته.
- نحل الأناضول:

موطنه أواسط الأناضول والشغالة تشبه النحل القبرصي لونها برتقالي مائل إلي البني وهو نحل جماع للعسل وهادئ وغير ميال للتطريد.
ملكاته بياضة وتعمر طويلاً، ومن عيوبه كثرة جمعه لمادة البروبوليس وعدم انتظام بناء العيون السداسية.

### مجموعة النحل السنجابي
ينتشر نحل هذة المجموعة في منطقة بحر قزوين وجنوب شرق أوروبا وتضم السلالات الأتية:
- النحل الكرينولي:

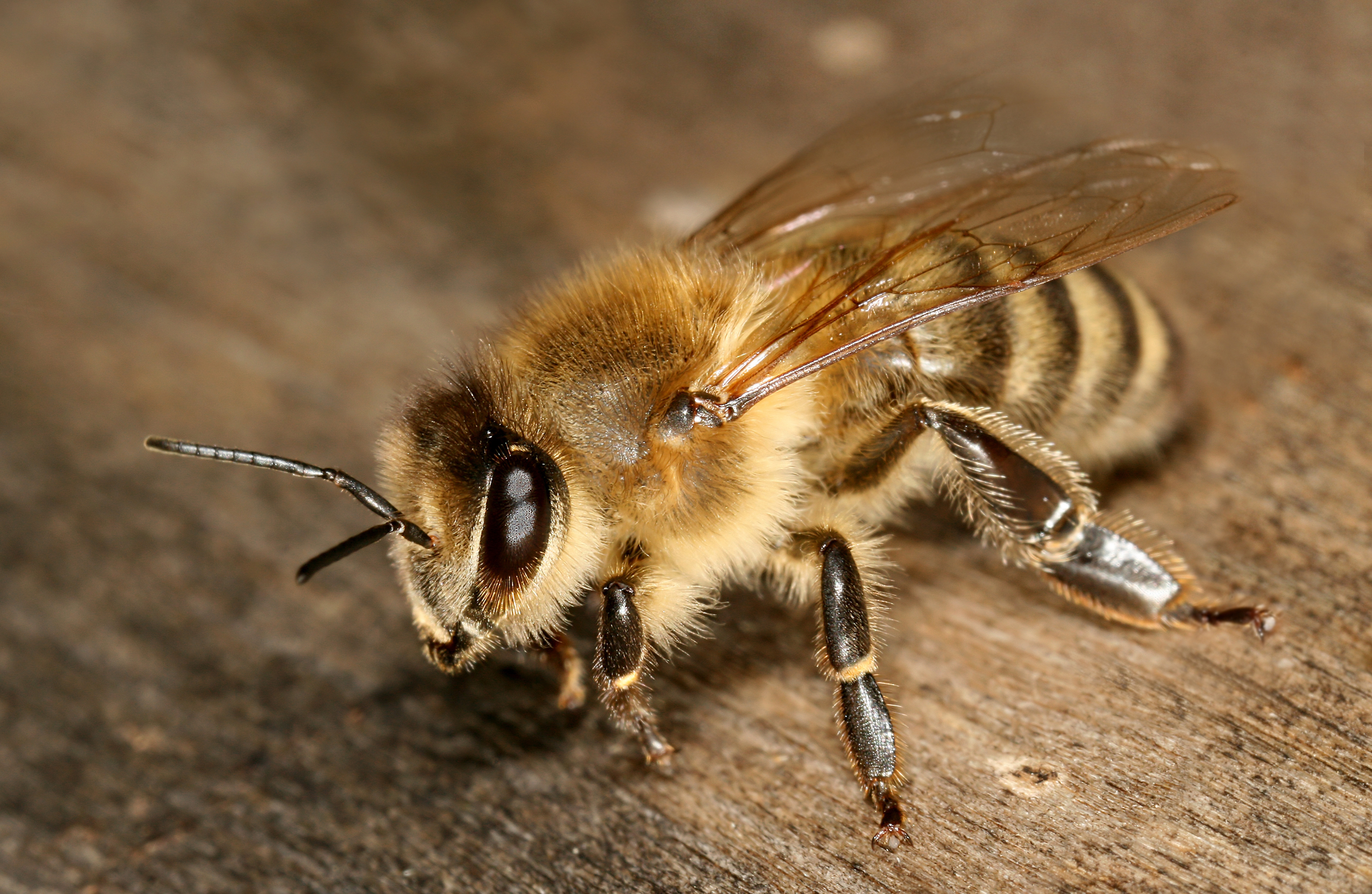
النحل الكرينولي، ويغلب عليها اللون السنجابي

تعتبر مقاطعة كرينولا في يوغوسلافيا موطنه الأصلي وتتميز شغالته بكبر حجمها ولونها الأسمر السنجابي ونحله أكبر حجماً مقارنة بسلاسة النحل الإيطالي، وطول اللسان يتراوح مابين 6.8 - 6.6 مم وهذة السلالة هادئة وذات مقدرة علي التأقلم مع الظروف القاسية ولا تجمع مادة البروبوليس إلا بكميات قليلة والملكة نشيطة بياضة ومن عيوب هذة السلالة ميلها الشديد للتطريد
- النحل القوقازي:

تعتبر جبال القوقاز في الإتحاد السوفياتي سابقاً موطنه ويعرف بنحل البرسيم الأحمر ويرجع ذلك إلي طول لسانه الذي يصل إلي أكثر من 7 مليمتر.
وهو يشبه النحل الكرينولي بالشكل الخارجي إلا إن أجزاء فمه أطول من أجزاء فم الكرينولي، وأرجله الخلفية طويلة وأجنحته أقصر وأضيق، ويمتاز هذا النوع بالهدوء، كما إنه قليل الميل للتطريد والسرقة ومن عيوبه كثرة جمعه لمادة البروبوليس وأغطية الشمع غير ناصعة البياض وقابليته للإصابة بالأمراض

### مجموعة النحل الأسود
هذة المجموعة توجد في شمال غرب أوروبا وشمال أفريقيا وتشمل السلالات الأتية:
- النحل الألماني:

ينتشر هذا النحل في شمال ألمانيا والنرويج والسويد وإنجلترا، لون الشغالة بني مسود وهو نحل شرس ميال للسرقة، إنتاجه قليل من العسل لقصر لسان الشغالة وهذة السلالة لا تقاوم دودة الشمع ولا أمراض الحضنة وهو ميال للتطريد وسريع الحركة علي الأقراص ولا ينظف خلاياه جيداً
- نحل شمال أفريقيا:

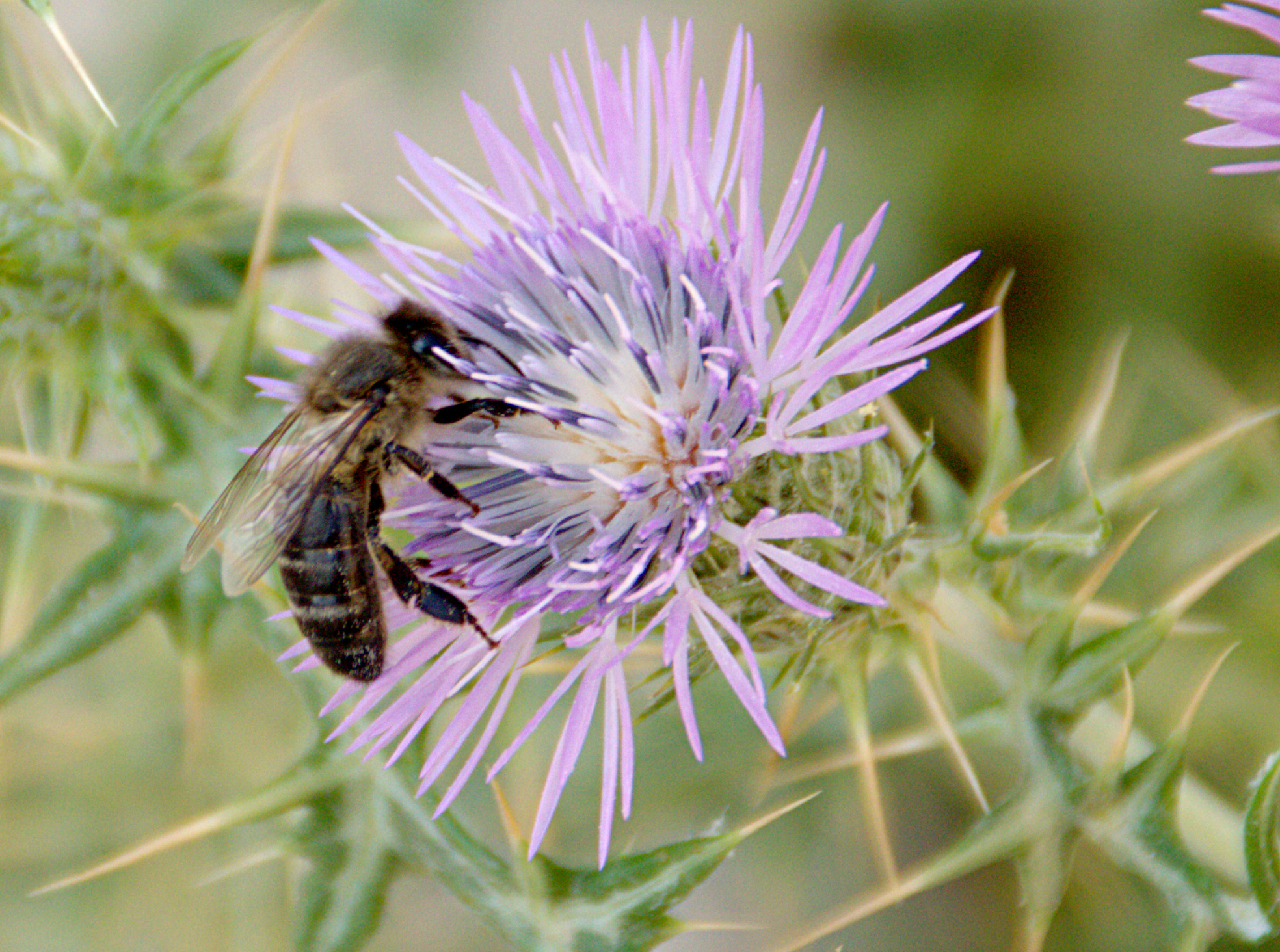
نحل شمال أفريقيا في تونس

ينتشر هذا النحل في تونس والجزائر والمغرب ويتميز بلونه الأسود وهو حاد المزاج وسيء الطباع ميال لتطريد علماً بأنه يجمع العسل بشكل جيد إلا إن الشغالات تغطي عيون العسل بأغطية غير ناصعة البياض